# Battaglia di Mariupol' (2022)
La battaglia di Mariupol' è stata uno scontro militare tra Russia e Ucraina iniziato il 24 febbraio 2022 e terminato il 20 maggio con la resa delle ultime truppe ucraine ancora presenti all'interno dell'acciaieria Azovstal', durante l'invasione russa dell'Ucraina del 2022, nel quadro dell'offensiva dell'Ucraina orientale.
Le forze russe assediarono completamente Mariupol' a partire dal 2 marzo 2022, quindi acquisirono gradualmente il controllo della città., dopo lunghi e sanguinosi combattimenti urbani nell'area edificata dove si erano asserragliate le truppe ucraine, tra cui reparti del reggimento Azov. Gli scontri nell'area urbana tra i reparti russi e le milizie filo-russe della Repubblica Popolare di Doneck da una parte, e le truppe ucraine dall'altra, continuarono violentissimi fino al 19 aprile 2022, quando i difensori, dopo aver dovuto abbandonare le periferie, l'area urbana centrale, il porto e alcuni grandi fabbriche, ripiegarono nella vasta area industriale Azovstal'.
Da quel momento i russi preferirono non attaccare direttamente l'area industriale passando ad una guerra di assedio che si concluse il 16-20 maggio 2022 con la resa di tutti i soldati ucraini ancora rimasti ad Azovstal', compresi i militanti del reggimento Azov. I prigionieri di guerra, tra cui tutti i comandanti, furono trasferiti nel territorio della Repubblica Popolare di Doneck.
Gli accaniti e prolungati combattimenti con armi pesanti all'interno dell'area urbana provocarono enormi distruzioni e gravi perdite tra i civili che solo in parte poterono abbandonare la città attraverso precari corridoi umanitari. La Croce Rossa descrisse la situazione come "apocalittica" e le autorità ucraine accusarono Mosca di aver pianificato una grave crisi umanitaria nella città, con funzionari della città che riferirono che circa 21 000 civili erano stati uccisi. La popolazione della città rimase lungamente senza accesso alle reti idrica, elettrica e telefonica durante l'assedio. Come precedentemente avvenuto in alcune città dell'Ucraina durante il conflitto, anche in questo caso le fonti ucraine affermarono di avere individuato numerose fosse comuni dove sarebbero stati seppelliti i corpi delle persone uccise.

## Cronologia

### Bombardamenti preliminari e avanzata sulla città
Il 24 febbraio 2022, giorno in cui è iniziata l'invasione dell'Ucraina, l'artiglieria russa ha bombardato la città, ferendo 26 persone.
La mattina del 25 febbraio le forze russe sono avanzate dal territorio della Repubblica Popolare di Doneck a est verso Mariupol'. Hanno incontrato le forze ucraine vicino al villaggio di Pavlopil', le quali sono riuscite a fermare l'avanzata russa. Vadym Bojčenko, sindaco di Mariupol', ha affermato che 22 carri armati russi sarebbero stati distrutti nella schermaglia.
La sera dello stesso giorno la Marina russa, attingendo alle capacità fornite dalla flotta del Mar Nero, ha iniziato un assalto anfibio sulla costa del Mar d'Azov a 70 chilometri a ovest di Mariupol'. Un ufficiale della difesa americana ha dichiarato che i russi potrebbero aver schierato migliaia di marines da questa testa di ponte.

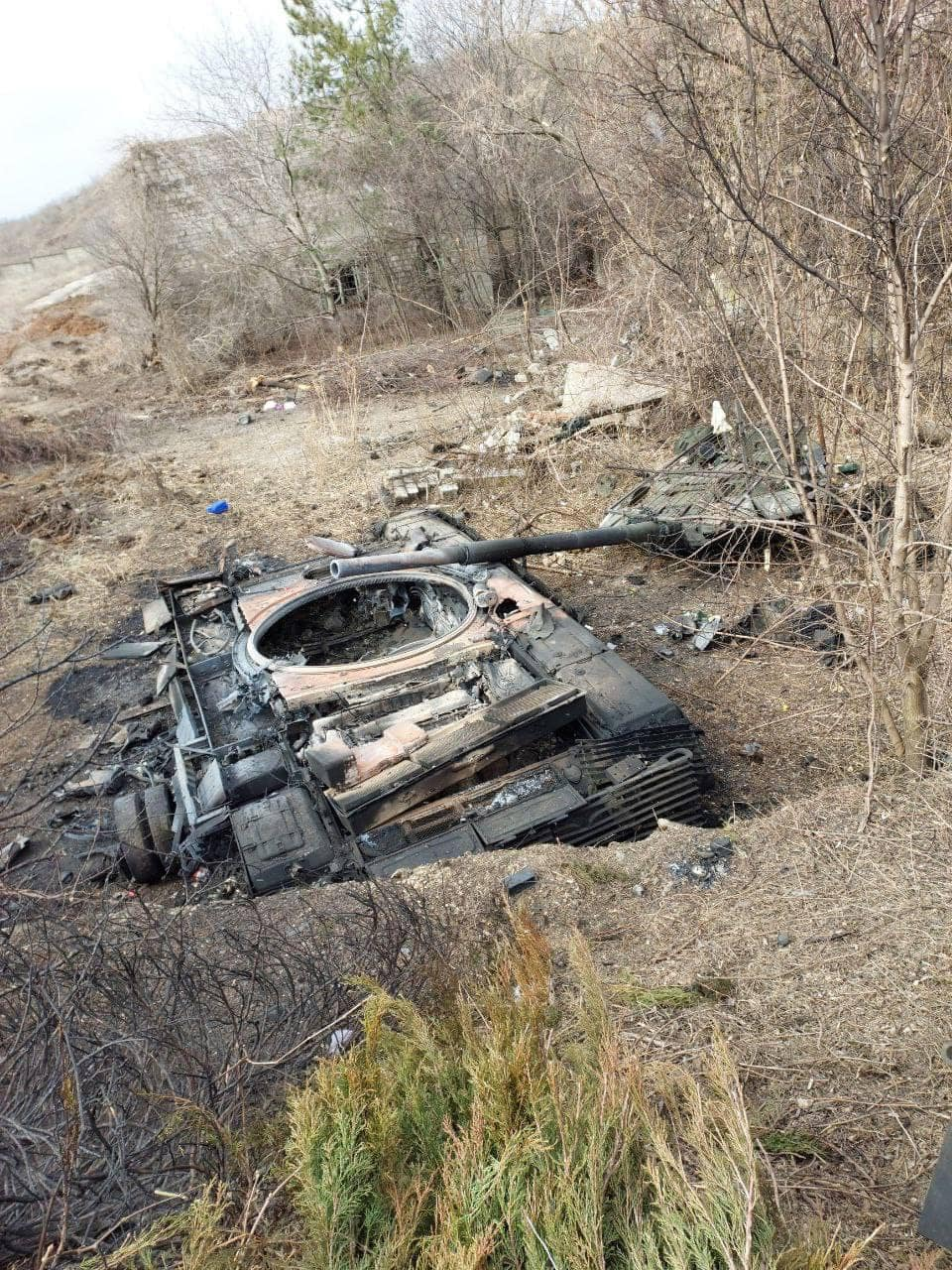
Carro armato russo distrutto nei dintorni di Mariupol'

Il 26 febbraio le forze russe hanno continuato a bombardare Mariupol' con l'artiglieria. Successivamente il governo greco ha annunciato che 10 civili di etnia greca erano stati uccisi dagli attacchi russi a Mariupol': 6 nel villaggio di Sartana e 4 nel villaggio di Buhas.
La mattina del 27 febbraio Bojčenko ha dichiarato che una colonna di carri armati russi sarebbe avanzata su Mariupol' dalla Repubblica Popolare di Doneck, ma questo attacco sarebbe stato respinto dalle forze ucraine, le quali avrebbero catturato anche 6 soldati russi. Nello stesso giorno una bambina di 6 anni a Mariupol' è stata uccisa dai bombardamenti russi. Pavlo Kyrylenko, governatore dell'Oblast' di Donec'k, ha dichiarato che i combattimenti a Mariupol' sono continuati per tutta la notte del 27 febbraio.
Per tutto il 28 febbraio la città è rimasta sotto il controllo ucraino, nonostante fosse circondata da truppe russe e costantemente bombardata. Elettricità, gas e connessione Internet della maggior parte della città sono stati interrotti durante la serata. Successivamente, secondo Radio Free Europe, il maggiore generale russo Andrej Suchoveckij è stato ucciso da un cecchino ucraino vicino a Mariupol', ma altre fonti hanno affermato che sarebbe stato ucciso durante l'offensiva di Kiev. Giorni dopo Vladimir Putin ha menzionato in un discorso la morte di Suchoveckij.

### Mariupol' circondata
Il 1º marzo Denis Pušilin, capo della Repubblica Popolare di Doneck (DPR), ha annunciato che le forze della DPR avevano quasi completamente circondato la cittadina di Volnovacha, a nord di Mariupol', e che presto analoga sorte sarebbe toccata alla stessa Mariupol'. Lo stesso giorno l'artiglieria russa ha bombardato Mariupol', causando almeno 21 feriti.
Mariupol' è stata completamente circondata il 2 marzo, giorno in cui il cannoneggiamento russo ha ucciso un adolescente e ferito altri due mentre giocavano a calcio all'aperto. Il sindaco Bojčenko ha annunciato che la città era priva di acqua, che le perdite tra la popolazione civile erano estremamente pesanti e che i russi impedivano ai civili di lasciare la città. Più tardi nel corso della stessa giornata, l'artiglieria russa ha preso di mira un quartiere popolare di Mariupol', bombardandolo per quasi quindici ore e causando ingenti danni e, secondo il vicesindaco Serhij Orlov, «almeno centinaia di vittime».
Il mattino del 3 marzo la città è stata bombardata nuovamente dall'artiglieria russa. Ėduard Basurin, portavoce della milizia della DPR, ha richiesto formalmente alle forze ucraine assediate di arrendersi, pena in caso contrario "attacchi mirati". Il portavoce del Ministero della Difesa russo, Igor Konashenkov, ha annunciato lo stesso giorno che le forze della DPR avevano rafforzato l'assedio e stretto il cerchio intorno alla città, che tre centri abitati nelle vicinanze erano stati conquistati e che i civili che desiderano evacuare dovevano dirigersi verso est in direzione di Shyrokyne; contraddicendo i mezzi di informazione occidentali, ha dichiarato anche che le zone residenziali non erano state bombardate.

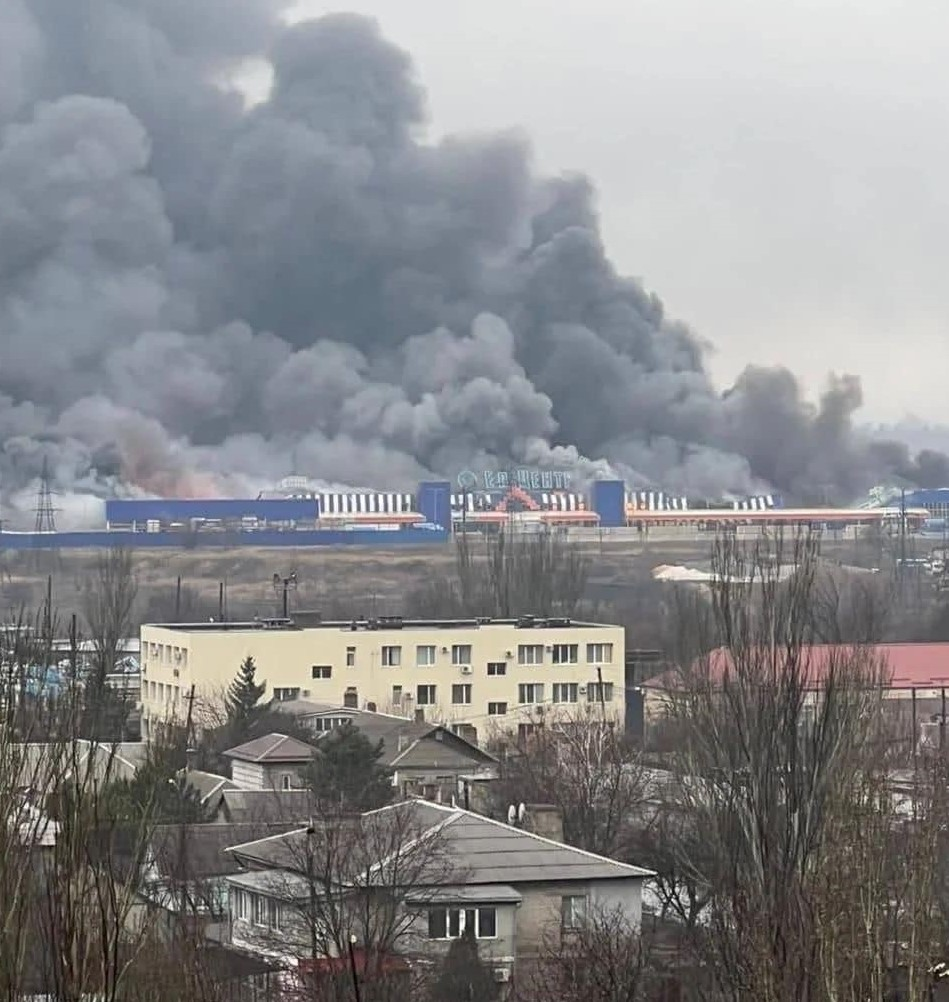
Bombardamento russo su Mariupol', 3 marzo 2022

Il 4 marzo Bojčenko ha annunciato che in città le provviste erano in corso di esaurimento, ed ha richiesto un corridoio umanitario per l'evacuazione dei civili e l'invio di rinforzi militari ucraini, aggiungendo che lanciarazzi russi BM-21 Grad stavano colpendo gli ospedali della città e che gli abitanti erano ormai privi di elettricità, riscaldamento ed acqua corrente. Successivamente è stato proposto un cessate il fuoco temporaneo nella regione, al fine di consentire agli abitanti di evacuare.
Sabato 5 marzo il governo ucraino ha annunciato l'intenzione di evacuare 200 000 civili da Mariupol', ed il Comitato internazionale della Croce Rossa (ICRC) ha annunciato che avrebbe funto da garante per un nuovo cessate il fuoco al fine di consentire tale evacuazione. La Croce Rossa ha descritto la situazione a Mariupol' come "estremamente grave". Dopo tre giorni di bombardamenti, è stato annunciato un cessate il fuoco valido dalle 11 alle 16. I civili hanno iniziato a lasciare Mariupol' seguendo un corridoio umanitario verso Zaporižžja, ma le truppe russe hanno continuato il cannoneggiamento, costringendoli a tornare indietro. Le autorità ucraine hanno denunciato la mancata osservanza del cessate il fuoco da parte russa, comunicando che i bombardamenti continuavano; da parte loro, le autorità russe accusavano quelle ucraine di non permettere ai civili di evacuare verso la Russia. La DPR ha riferito che solo 17 civili erano stati evacuati da Mariupol' in quella giornata.
Il 6 marzo, la Croce Rossa ha annunciato che un secondo tentativo di evacuare civili da Mariupol' era nuovamente fallito; il funzionario ucraino Anton Heraščenko ha riferito che tale fallimento era dovuto ad un nuovo bombardamento russo. La Croce Rossa ha parlato di "scene devastanti di sofferenza umana" a Mariupol', e la parlamentare ucraina Inna Sovsun ha affermato che l'oleodotto che riforniva Mariupol' era stato danneggiato dalle forze russe, lasciando oltre 700 000 persone senza riscaldamento, e parlando del rischio che gli abitanti morissero assiderati, dato che la temperatura in quel periodo scendeva spesso sotto gli zero gradi. I bombardamenti hanno anche colpito l'ultima cella radio per la telefonia mobile ancora funzionante.
Il 7 marzo il direttore delle operazioni della Croce Rossa Internazionale ha affermato che gli accordi per i corridoi umanitari erano stati stretti senza che venissero precisati i particolari necessari all'evacuazione, quali percorsi da seguire, tempistiche e la possibilità o meno di portare con sé dei bagagli. La squadra dell'ICRC, impegnata nel tentativo di agevolare i contatti tra le forze russe ed ucraine, ha scoperto che uno dei percorsi proposti per i corridoi era minato.
L'8 marzo è stato condotto un altro tentativo di evacuazione dei civili, ma il governo ucraino ha accusato la Russia di aver violato nuovamente il cessate il fuoco bombardando il corridoio scelto per l'evacuazione.
Il 9 marzo, l'Associated Press ha riferito che decine di militari e civili ucraini venivano sepolti in fosse comuni in uno dei cimiteri cittadini per decisione delle autorità ucraine, che non erano in condizione di disporre sepolture individuali. Il cannoneggiamento russo aveva colpito il cimitero il giorno precedente, interrompendo il processo di sepoltura e provocando danni. Successivamente, un altro tentativo di mediare un cessate il fuoco è fallito dopo che Orlov ha riferito che truppe russe avevano aperto il fuoco su operai al lavoro e sui punti designati per l'evacuazione. Lo stesso giorno, il consiglio municipale di Mariupol' ha annunciato che un attacco aereo russo aveva distrutto un reparto maternità ed un ospedale pediatrico, uccidendo tre civili e ferendone almeno 17; la Russia ha negato di aver colpito obiettivi civili.

### Avanzata russa nella città
Il 12 marzo lo Stato Maggiore ucraino ha annunciato che le forze russe avevano conquistato i sobborghi orientali di Mariupol'. Lo stesso giorno, un convoglio con 82 cittadini greci ha lasciato la città grazie ad un corridoio umanitario.
Il 13 marzo, Bojčenko ha affermato che le forze russe avevano bombardato la città almeno 22 volte nelle precedenti ventiquattr'ore, sganciando un centinaio di bombe, ed ha aggiunto che le ultime riserve di cibo ed acqua si stavano esaurendo. Il Ministero dell'Interno ucraino ha affermato che reparti di artiglieria della Guardia Nazionale ucraina avevano danneggiato diversi mezzi corazzati russi durante la giornata. İsmail Hacıoğlu, imam della locale moschea del sultano Solimano, ha affermato che in città si trovavano 86 cittadini turchi, in attesa di evacuazione da parte del loro governo.
Il 14 marzo, a partire dalle 13, oltre 160 automobili hanno lasciato Mariupol', il primo consistente gruppo di civili a riuscire a lasciare la città. Il Ministero della difesa russo ha comunicato che 450 tonnellate di aiuti umanitari erano stati consegnati alla popolazione locale dopo la conquista dei sobborghi da parte delle forze russe. Funzionari militari ucraini hanno affermato che le forze ucraine avevano ucciso 150 soldati russi e distrutto dieci veicoli. Lo stesso giorno Ramzan Kadyrov, capo della Repubblica Cecena, ha asserito che truppe cecene partecipavano all'assedio ed erano brevemente entrate a Mariupol'. Kadyrov ha affermato anche che Adam Delimchanov, un suo stretto alleato nonché membro della Duma, era al comando di tali truppe. Lo stesso giorno si è tenuto a Tjumen' il funerale del capitano del GRU Aleksej Gluščak, ucciso a Mariupol'.
Il 15 marzo, circa 4 000 veicoli con 20 000 civili a bordo hanno lasciato Mariupol'. Lo stesso giorno il funzionario ucraino Anton Heraščenko ha affermato che il generale russo Oleg Mitjaev, comandante della 150ª Divisione fucilieri motorizzata, era rimasto ucciso durante un tentativo di assalto della città.
Il 16 marzo il Teatro d'arte drammatica dell'oblast' di Donec'k, nel quale si erano rifugiate centinaia di civili, è stato colpito da un bombardamento russo, che ha causato gravissimi danni alla struttura; le fonti ucraine hanno affermato che l'attacco avrebbe provocato circa seicento vittime civili. Alcune immagini satellitari, scattate due giorni prima del bombardamento, mostravano le scritte «DETI» (bambini in russo) con enormi lettere bianche nei piazzali antistanti il teatro, come avvertimento per gli aerei da guerra. Le fonti russe invece hanno affermato che il bombardamento non avrebbe provocato vittime tra i rifugiati che si sarebbero trovati nei sotterranei al riparo dai crolli dei piani sovrastanti. Pavlo Kyrylenko, governatore ucraino dell'oblast di Donetsk, ha affermato che le forze russe avevano bombardato anche la piscina Neptune.

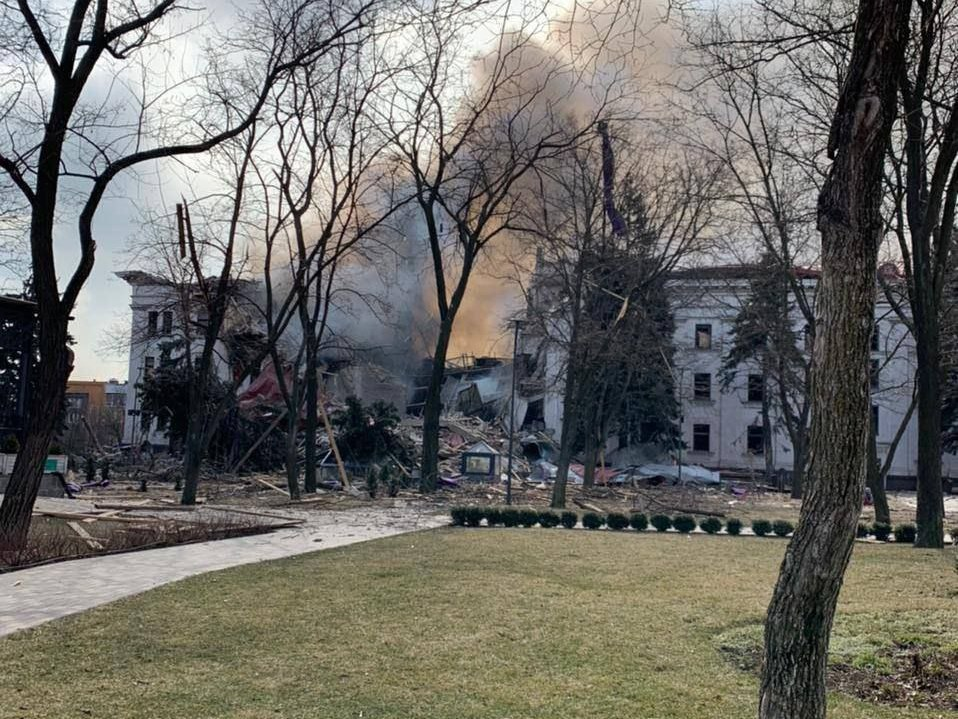
Il teatro d'arte drammatica dopo il bombardamento

Il 18 marzo le forze della DPR hanno annunciato di aver conquistato l'aeroporto di Mariupol'. Gli scontri hanno successivamente raggiunto il centro cittadino, secondo il sindaco, ed il 19 marzo hanno avuto inizio i primi combattimenti tra forze russe ed ucraine presso l'acciaieria Azovstal'. Lo stesso giorno, il presidente ucraino Volodymyr Zelens'kyj ha conferito ai comandanti della difesa di Mariupol', colonnello Volodymyr Baranjuk (comandante della 36ª Brigata fanteria di marina) e maggiore Denys Prokopenko (comandante del Reggimento Azov), il titolo di Eroi dell'Ucraina, massima onorificenza militare ucraina.
L'indomani, il consiglio municipale di Mariupol' ha affermato che le forze russe avevano deportato forzatamente "diverse migliaia" di persone verso campi e città in località remote della Russia nel corso della settimana precedente; accuse negate il giorno stesso dalle autorità russe.
Il 20 marzo un bombardamento russo ha distrutto una scuola d'arte usata come rifugio da circa 400 persone, causando un numero imprecisato di vittime. Lo stesso giorno il Ministero della Difesa russo ha intimato alla guarnigione di Mariupol' di arrendersi, offrendo la possibilità di lasciare la città e raggiungere territorio sotto controllo ucraino a patto di deporre le armi, richiedendo una risposta scritta entro le due del giorno seguente; la richiesta è stata respinta dal governo ucraino e dal sindaco di Mariupol'.
Il 21 marzo uno dei comandanti ucraini a Mariupol' ha detto che le bombe cadevano "ogni dieci minuti". Il 23 marzo le autorità cittadine, compreso il sindaco, hanno lasciato la città a causa del deterioramento della situazione. Il giorno seguente le forze russe hanno raggiunto il centro cittadino, occupando la Chiesa ortodossa dell'Intercessione della Madre di Dio. Secondo l'amministrazione cittadina, i russi tentavano di demoralizzare la popolazione diffondendo notizie false di vittorie russe, tra cui uno relativo alla conquista di Odessa.
Il 27 marzo il sindaco Bojčenko ha asserito che sebbene Mariupol' fosse ancora sotto controllo ucraino, le forze russe erano penetrate in profondità nella città e la popolazione necessitava di essere completamente evacuata. A questo punto, le truppe ucraine a Mariupol' avevano esaurito le provviste, e secondo alcuni analisti non avrebbero potuto continuare a combattere per più di qualche giorno. Tuttavia, i comandanti ucraini si rifiutavano di lasciare la città, non volendo abbandonare i feriti ed i corpi dei caduti. Lo stesso giorno è andato distrutto il museo dell’informatica "Club 8bit".
Il 28 marzo Bojčenko ha dichiarato "siamo nelle mani degli occupanti" durante un’intervista televisiva, ed un portavoce dell'ufficio del sindaco ha affermato che quasi cinquemila persone avevano perso la vita dall'inizio dell’assedio. Il governo ucraino stimava che tra le 20 000 e le 30 000 persone fossero state deportate verso campi in Russia, sotto il controllo dell'esercito di Mosca. Lo stesso giorno, truppe russe hanno conquistato il municipio, situato nel quartiere settentrionale di Kal'mius'kyj, ed il quartier generale del Reggimento Azov; inoltre, il portavoce russo Igor' Konašenkov ha annunciato l'abbattimento di un elicottero ucraino Mil Mi-8, a sua detta diretto a Mariupol' per tentare di evacuare i comandanti del Reggimento Azov. Nel corso dell'assedio, l'aviazione ucraina ha tentato a più riprese di mandare rifornimenti alla guarnigione assediata ed evacuare feriti per mezzo di elicotteri, perdendo il 90 % dei velivoli impiegati.

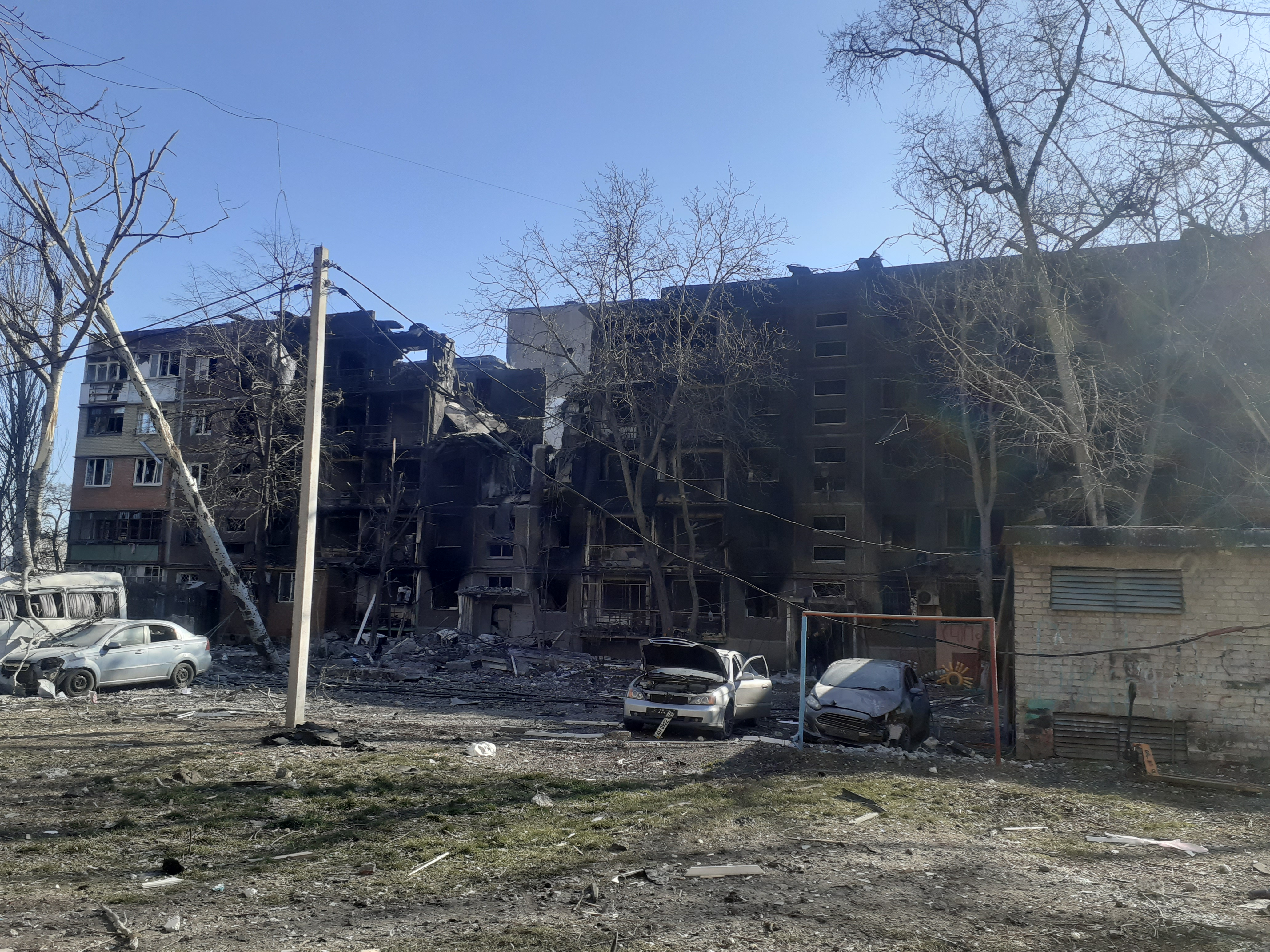
Palazzine distrutte a Mariupol', marzo 2022

Entro il 29 marzo, le forze russe avevano diviso le truppe ucraine all'interno di Mariupol' in due sacche separate. Il 2 aprile le truppe russe hanno conquistato la sede di Mariupol' dell'SBU, situata nel centro cittadino, ponendo fine ai combattimenti in tale parte della città. Il 4 aprile il 501º Battaglione fanteria di marina ucraino si è arreso, e le autorità russe hanno annunciato di aver conseguentemente catturato 267 prigionieri; la resa di questo battaglione ha provocato la perdita dei collegamenti tra la 36ª Brigata fanteria di marina ed il Reggimento Azov.
Il 7 aprile, le autorità della DPR hanno annunciato che il centro di Mariupol' era stato completamente "ripulito" dalle ultime truppe ucraine. Al contempo, le truppe russe hanno iniziato ad avanzare da sudovest a partire dal 1º aprile, chiudendo in una sacca, nel volgere di una settimana, le truppe ucraine poste a difesa del porto; sempre il 7 aprile le truppe russe hanno conquistato un ponte che portava verso l'acciaieria Azovstal', ed il giorno seguente hanno occupato la parte meridionale del porto.
Il 10 aprile le truppe russe hanno conquistato il porto peschereccio, separando le truppe ucraine nell'area portuale da quelle asserragliate nell'acciaieria Azovstal' e dividendo così le forze ucraine in tre sacche: una nell'area portuale, una (composta principalmente dal Reggimento Azov) nell'acciaieria Azovstal' ed un'altra (costituita dalla 36ª Brigata fanteria di marina) nell'acciaieria "Ìllìč", situata a nord dell'Azovstal'. Il giorno seguente la DPR ha annunciato di aver conquistato l’80 % di Mariupol'; le truppe ucraine in città stavano esaurendo le munizioni, e gli analisti dell'Institute for the Study of War ritenevano che la città sarebbe caduta entro una settimana.

### Ultime aree di resistenza ucraina
L'11 aprile, le autorità russe hanno affermato di aver catturato 160 uomini della 36ª Brigata fanteria di marina, insieme al loro equipaggiamento. Nella notte tra l'11 ed il 12 aprile, dopo che sul profilo Facebook della 36ª Brigata fanteria di marina era stato pubblicato un messaggio che annunciava che l'11 aprile sarebbe stato per essa "l'ultimo giorno di battaglia" avendo ormai esaurito le munizioni ed essendo gran parte degli uomini morta o ferita, il colonnello Baranjuk ha guidato la brigata in un tentativo di spezzare l'accerchiamento russo dell'acciaieria "Ìllìč". Scoperti ed investiti dal fuoco degli assedianti, i marines si sono divisi in più gruppi; un gruppo di circa cinquecento soldati, guidato dal maggiore Serhij Volyns'kyj, è riuscito a raggiungere le acciaierie Azovstal', dove si è ricongiunto con il Reggimento Azov, mentre un numero imprecisato di altri marines sono stati uccisi o catturati ed altri si sono nuovamente ritirati all'interno dell'acciaieria "Ìllìč". Il colonnello Baranjuk ed il suo capo di stato maggiore, il colonnello Dmytro Kormiankov, sono stati successivamente catturati nelle campagne poco fuori Mariupol' insieme ad un gruppo di loro subordinati (inizialmente le autorità della DPR avevano affermato di aver ucciso Baranjuk ed identificato il suo cadavere, ma l'8 maggio Baranjuk e Kormiankov sono apparsi in una video intervista del canale russo RT).
Il 12 aprile Aiden Aislin, un volontario britannico nella 36ª Brigata fanteria di marina, ha annunciato che il suo reparto stava per arrendersi, avendo esaurito provviste e munizioni; nel corso della giornata, le forze russe hanno completamente occupato l'area dell'acciaieria "Ìllìč" e fatto prigionieri 1160 marines rimasti al suo interno, compresi 176 ufficiali e circa quattrocento feriti. Il comandante del Reggimento Azov Prokopenko, frattanto promosso a tenente colonnello, ha criticato in un videomessaggio i marines che si erano arresi, elogiando invece quelli che erano riusciti ad unirsi ai suoi uomini; durante successive interviste, Prokopenko ed il tenente Illja Samolienko, ufficiale addetto all'intelligence del Reggimento Azov, hanno criticato il colonnello Baranjuk, accusandolo di aver trasgredito gli ordini, decidendo di tentare di lasciare lo stabilimento Illič senza preavvisare gli altri reparti e senza coordinarsi con loro, e di essere pertanto responsabile della distruzione della maggior parte della sua brigata. Samoilenko ha accusato Baranjuk di aver "tentato di fuggire da Mariupol' portando con sé uomini, mezzi e munizioni".

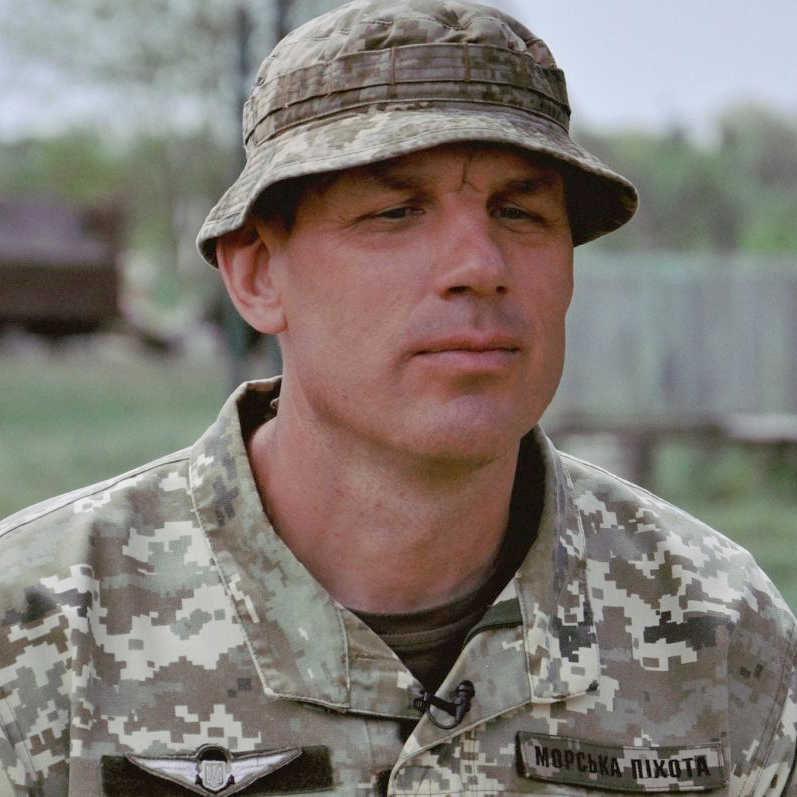
Il colonnello Volodymyr Baranjuk

Eliminata la sacca di resistenza costituita dall'acciaieria "Ìllìč", il 13 aprile le forze russe hanno annunciato di aver completamente occupato anche il porto commerciale di Mariupol'. Secondo l'analista militare ucraino Oleh Ždanov, la 810ª Brigata fanteria di marina delle guardie della Marina russa ha subito perdite estremamente pesanti nel corso dei combattimenti, venendo di fatto distrutta due volte e riformata con elementi prelevati dagli equipaggi di navi della Flotta del Mar Nero.
Il 15 aprile il maggiore Volyns'kyj ha chiesto in un videomessaggio l'invio di rinforzi per spezzare l'assedio di Mariupol', affermando che "la situazione è critica ed i combattimenti intensi". Lo stesso giorno le truppe russe hanno conquistato la base della 12ª Brigata operativa della Guardia nazionale ucraina nella parte occidentale della città, ed Oleksandr Motuzjanyk, portavoce del Ministero della Difesa ucraino, ha riferito che le forze russe avevano iniziato ad impiegare bombardieri strategici Tu-22M3 per colpire bersagli a Mariupol'.
Il 16 aprile, le truppe della DPR hanno conquistato una centrale della polizia vicino alla spiaggia di Mariupol', mentre truppe russe hanno occupato la sede della capitaneria di porto. Truppe del Reggimento Azov e marines provenienti dallo stabilimento Azovstal' hanno condotto un attacco con mezzi corazzati verso il porto per consentire a circa cinquecento membri della polizia e della guardia confinaria ucraina, accerchiati nell'area portuale ed a corto di munizioni, di rompere l'accerchiamento ed unirsi a loro all'interno dell'acciaieria.
Con la conquista del porto, le autorità russe hanno annunciato di aver completamente conquistato la città, ad eccezione dell'acciaieria Azovstal'; tuttavia, secondo l'Institute for the Study of War continuavano ad esserci combattimenti nel quartiere occidentale di Primors'kyj. Entro il 18 aprile, il 95 % di Mariupol' era stato distrutto o danneggiato dai combattimenti; in tale data i difensori ucraini hanno respinto una nuova intimazione alla resa da parte russa. L'acciaieria Azovstal', ultima roccaforte della resistenza ucraina a Mariupol', rappresentava una "fortezza nella città"; costruita durante la Guerra fredda per resistere ai bombardamenti di un eventuale nuovo conflitto mondiale, consisteva di dieci chilometri quadrati di edifici in cemento armato, sotto i quali era stato ricavato un sistema di bunker e tunnel sotterranei su più livelli, rendendone estremamente difficile sia la distruzione per mezzo di bombardamenti aerei, sia la conquista mediante un assalto. L'analista militare britannico Justin Crump stimava che tra i 500 e gli 800 soldati ucraini resistessero ancora a Mariupol', mentre secondo le autorità russe all'interno dello stabilimento Azovstal' erano asserragliati 2500 soldati ucraini e 400 volontari stranieri.

### Assedio dell'acciaieria Azovstal'
Il 20 aprile le forze russe e della DPR hanno ottenuto qualche modesto progresso sul perimetro dello stabilimento Azovstal'. Il 21 aprile, Vladimir Putin ha dichiarato che la "liberazione" di Mariupol' era stata un "successo" ed ha ordinato di sospendere l'assalto contro l'acciaieria Azovstal' ed invece di assediarla "così che nemmeno una mosca possa uscirne" fino alla presa per fame dei difensori. Secondo il generale Richard Barrons, ex comandante del Joint Forces Command britannico, la battaglia per l'acciaieria non risultava più cruciale per il controllo della città e delle strade circostanti, essendo ormai realizzato il collegamento di terra tra Crimea e Russia. Le posizioni russe ed ucraine distavano in alcuni punti appena una ventina di metri.
Entro il 22 aprile non vi era più notizia di combattimenti nel quartiere Primorsky, completamente conquistato dalle forze russe. Il 23 aprile hanno avuto luogo attacchi aerei e, secondo le autorità ucraine, anche un assalto via terra contro l'acciaieria Azovstal'; un consigliere del presidente Zelens'kyj ha dichiarato che "il nemico sta cercando di strangolare la resistenza finale dei difensori di Mariupol' nell'area Azovstal'". Secondo Oleksij Danilov, segretario del Consiglio per la sicurezza e la difesa nazionale dell'Ucraina, un elicottero aveva portato rifornimenti ai difensori dell'Azovstal' durante la notte. Lo stesso giorno, la Russia ha iniziato a trasferire truppe da Mariupol' verso l'Ucraina orientale. Il giorno seguente sono continuati i bombardamenti sull'acciaieria, mentre circolavano notizie su piani russi per un nuovo tentativo di assaltarla. Nella notte tra il 27 ed il 28 aprile hanno avuto luogo i bombardamenti più pesanti dall'inizio dell'assedio, con oltre cinquanta attacchi da parte di bombardieri Tu-22M3, Su-25 e Su-24; durante tali incursioni è stato colpito un ospedale da campo ucraino, portando il numero dei feriti da 170 ad oltre 600.

### Evacuazione dei civili
Insieme ai difensori, all'interno dello stabilimento Azovstal' si trovava anche un migliaio di civili, tra cui lavoratori dell'acciaieria e loro famigliari. Nell'ultima settimana di aprile il segretario generale delle Nazioni Unite Antonio Guterres si è recato a Mosca per raggiungere un accordo per la loro evacuazione, ed in seguito a tali colloqui il 30 aprile l'ONU e l'ICRC hanno aperto dei corridoi umanitari per l'evacuazione dei civili dall'acciaieria. Un primo gruppo di 20 o 25 civili ha lasciato lo stabilimento lo stesso 30 aprile; al contempo, le mogli di alcuni membri del Battaglione Azov hanno chiesto pubblicamente di provvedere anche all'evacuazione dei soldati, esponendo preoccupazioni sul trattamento dei prigionieri da parte russa, nonché scarsità di provviste e medicinali.
Il 2 maggio un centinaio di civili sono stati evacuati dall'Azovstal'; continuavano intanto gli attacchi aerei russi, con l’impiego di bombe "intelligenti", ed il ritiro di truppe russe da Mariupol', per ridispiegarle sul fronte del Donbass, dov'era in corso una grande offensiva russa. Il 3 maggio sono ricominciati i tentativi russi di assaltare l'acciaieria, con pesanti combattimenti, e l'indomani le truppe russe sono riuscite a penetrare all'interno dello stabilimento, grazie al tradimento, secondo fonti ucraine, di un elettricista che avrebbe rivelato agli attaccanti informazioni sul sistema di tunnel sotterranei. Il 5 maggio, altri trecento civili hanno lasciato l'acciaieria attraverso un corridoio umanitario aperto dalle 8 alle 18.
Sempre il 5 maggio, le forze russe hanno intensificato i bombardamenti sullo stabilimento, con l'impiego di bombe termobariche; in una delle ultime comunicazioni con i comandanti sul posto, Zelensky ha dato l'autorizzazione ad arrendersi se inevitabile. Il 6 maggio circa 500 civili erano stati evacuati secondo l'ONU, e l'indomani il governo ucraino ha annunciato che tutti i civili che si trovavano all'interno dell'Azovstal' erano stati evacuati. Durante l'evacuazione dei civili un soldato del Reggimento Azov è rimasto ucciso, ed altri sei sono stati feriti mentre assistevano i civili.

### Ultime fasi dell'assedio e resa

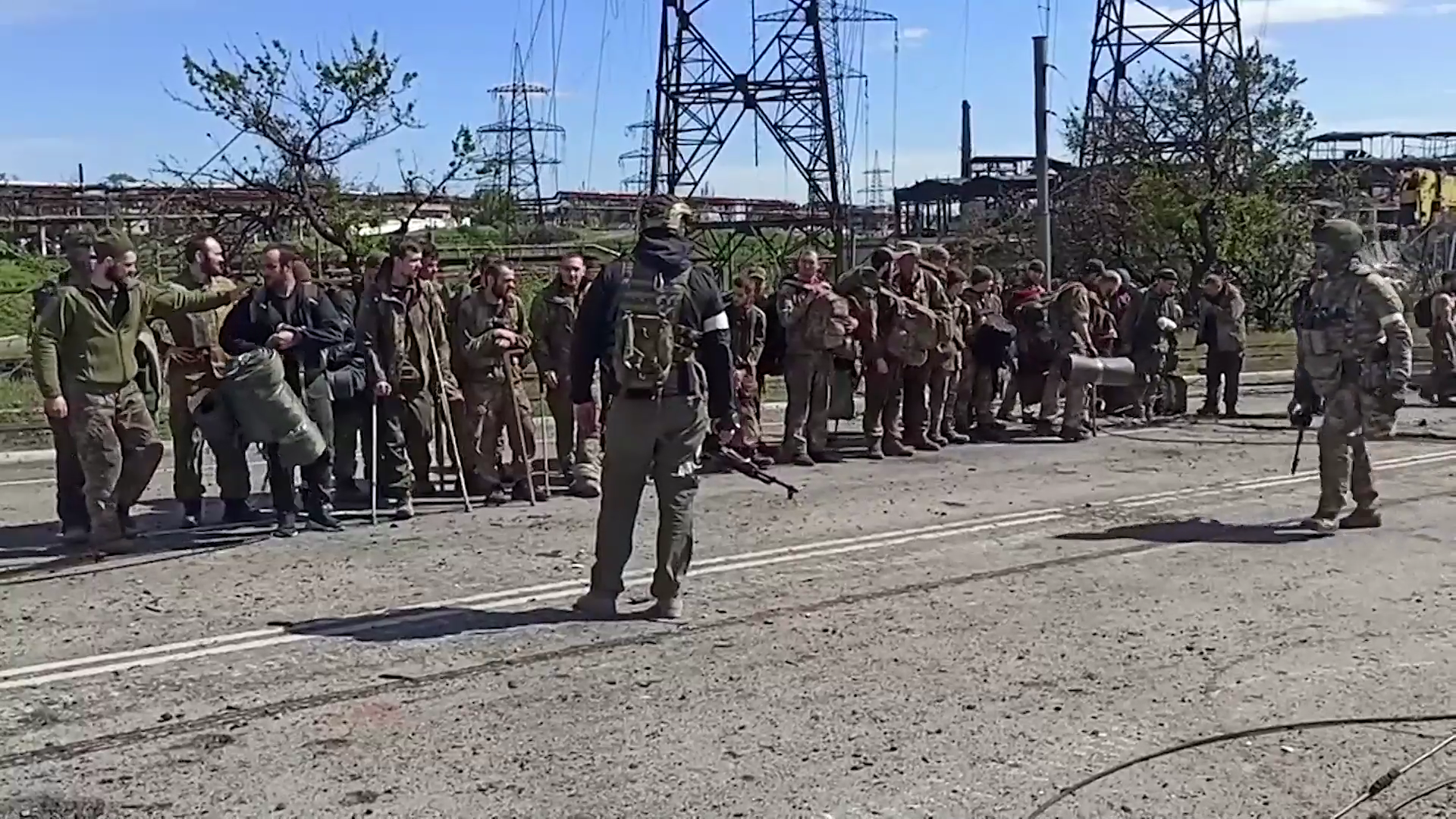
Prigionieri ucraini perlopiù membri del Reggimento Azov dopo la resa del presidio dell'acciaieria Azovstal'

L'8 maggio il maggiore Volyns'kyj ha chiesto in un videomessaggio l'intervento di una "potenza superiore" per soccorrere i soldati assediati, descrivendo la situazione dei difensori come "un reality show infernale in cui noi soldati combattiamo per le nostre vite mentre il mondo intero guarda come se fosse un episodio interessante. Dolore, sofferenza, fame, disperazione, lacrime, paura, morte. È tutto vero". Il presidente Zelens'kyj ha promesso di stare lavorando ad un'evacuazione delle truppe.
Il 9 maggio la DPR ha tenuto una parata a Mariupol' in occasione delle celebrazioni dell'anniversario della vittoria dell'Unione Sovietica sulla Germania nazista nella seconda guerra mondiale, con la partecipazione del capo della DPR, Denis Pušilin. Nella stessa data il tenente colonnello Prokopenko ha dichiarato che i suoi soldati erano pronti a combattere fino alla morte, richiamando Zelens'kyj a non trattare con i russi. Il 10 maggio le autorità ucraine hanno riferito che oltre mille soldati, tra cui centinaia di feriti, erano ancora assediati all'interno dell’Azovstal'.
Il 16 maggio un gruppo di nove soldati ucraini con una bandiera bianca sono usciti dall'Azovstal' ed hanno raggiunto le linee russe, avviando trattative per l'evacuazione dei feriti. L'evacuazione verso territorio russo dei militari feriti che si trovavano all'interno dell'acciaieria ha avuto inizio il giorno stesso, seguita nei giorni successivi dalla resa dell'intero presidio. Le autorità ucraine hanno dichiarato che i difensori avevano "compiuto la propria missione" consentendo all'esercito ucraino di rafforzarsi e guadagnare tempo, evitando di usare la parola "resa", ed il tenente colonnello Prokopenko ha dichiarato in un ultimo videomessaggio di aver "eseguito l'ordine di evacuazione dall'acciaieria Azovstal' del comando supremo della Guardia nazionale ucraina". Secondo le autorità russe, un totale di 2439 militari ucraini, tra cui 78 donne, sono stati fatti prigionieri in seguito alla caduta dell'Azovstal'; 265 militari, tra cui 53 feriti gravi, si sono arresi il 16 maggio, altri 694 il 17 maggio, 771 il 18 maggio, 178 il 19 maggio e gli ultimi 531, tra cui Denys Prokopenko, Serhij Volyns'kyj, Illja Samoilenko, il maggiore Bohdan Krotevyč ed il capitano Svjatoslav Palamar, vice comandante del Battaglione Azov, il 20 maggio. Lo stabilimento è stato completamente occupato dalle forze russe, ponendo così fine alla battaglia, mentre i prigionieri, dopo essere stati registrati dalla Croce Rossa Internazionale su richiesta di entrambe le parti, sono stati trasferiti nel territorio controllato dalla Repubblica Popolare di Doneck.